# Държавна опера – Русе
Русенската опера е основана през 1949 г. Първата постановка – „Травиата“ от Верди, е представена на 27 ноември 1949.

## История
Постановъчният екип с диригент Константин Илиев, художник Асен Попов и постановчик Драган Кърджиев оставя трайни следи в развитието на театъра.
Богатият творчески потенциал на отделните състави – оркестър, хор, балет, солисти и дългогодишната съвместна работа с най-реномираните имена на българското оперно изкуство за кратко време превръщат Русенската опера в един от водещите и авангардни в репертоарно отношение оперни театри в България.

### Оперни и балетни артисти
От създаването си до днес Русенската опера е свързана трайно с поколения забележителни български оперни артисти, които формират представата за високото артистично ниво на театъра и изграждат неговия международен авторитет:
- Пенка Маринова
- Николай Здравков
- Кирил Кръстев
- Иван Димов
- Михаил Петров
- Асен Селимски
- Евгения Бабачева
- Цветана Тодорова
- Надежда Харитонова-Райчева
- Роза Митова
- Кунка Кузманова
- Евдокия Здравкова
- Неделчо Деянов
- Ана Ангелова
- Анастас Анастасов
- Мария Бохачек
- Евелина Стоицева
- Маргарита Радулова
- Неделчо Павлов
- Мария Венцеславова
- Пенка Дилова
- Стефан Димитров
- Стефка Евстатиева
- Пенка Дилова
- Виолета Шаханова
- Иван Консулов
- Константин Янков

а също и солистите на балета:
- Красимира Колдамова
- Димо Врубел
- Дарина Славова
- Надя Руменин
- Бисер Деянов
- Момера Здравкова
- Йонка Петкова
- Стоян Габровски
- Дилян Максимов
- Недко Георгиев
- Снежана Байчева

На сцената на Русенската опера са работили известни личности в българския оперен театър като диригентите:
- Евгени Димитров
- Константин Илиев
- Добрин Петков
- Димитър Манолов
- Михаил Ангелов
- Михаил Лефтеров
- Ромео Райчев
- Борис Хинчев
- Руслан Райчев
- Иван Филев
- Георги Димитров
- Найден Тодоров
- Димитър Косев

режисьорите:
- Бойко Богданов
- Веселина Манолова
- Димитър Узунов
- Драган Кърджиев
- Евгени Немиров
- Михаил Хаджимишев
- Пламен Карталов
- Стефан Трифонов
- Цветана Андреева
- Петър Райчев,
- Павел Герджиков
- Борислав Дионисиев
- Георги Петров
- Аврам Георгиев
- Теодор Стамболиев
- Нина Найденова

хореографите:
- Асен Манолов
- Маргарита Арнаудова
- Асен Гаврилов
- Петър Луканов
- Хикмет Мехмедов

сценографите:
- Асен Попов
- Борис Стойнов
- Ани Хаджимишева
- Петър Попов
- Венера Наследникова
- Мариана Попова
- Мария Трендафилова
- Виолета Радкова
- Христофения Казаку
- Цвета Богданова

хормайсторите:
- Николай Николаев
- Атанас Димитров
- Томина Сидова
- Христо Стоев
- Стелияна Димитрова-Хернани

### Международни участия
Със своя интензивен творчески живот Русенската опера винаги е била привлекателна и за звезди от световен мащаб. На нейната сцена са гостували:
артисти:
- Елена Николай
- Тодор Мазаров
- Александрина Милчева
- Николай Гяуров
- Никола Гюзелев
- Райна Кабаиванска
- Гена Димитрова
- Анна Томова-Синтова
- Катя Попова
- Илия Йосифов
- Никола Николов
- Димитър Узунов
- Тодор Костов
- Христо Бръмбаров
- Михаил Попов
- Юлия Винер
- Райна Михайлова
- Валентина Александрова
- Николае Херля
- Магда Янкулеску
- Октав Енигареску
- Владимир Атлантов
- Глория Линд
- Силвия Шаш
- Фелиша Уедърс
- Вилма Лип
- Арта Флореску
- Елена Черней
- Зинаида Пали
- Питър Глосоп
- Флорин Дяконеску
- Йон Писо
- Ирина Архипова
- Ирина Богачова
- Маргарет Кенинг
- Дан Йордакеску
- Помпей Харащяну
- Бела Руденко
- Вероника Борисенко
- Любов Фоминих
- Ринат Имаев

диригенти и режисьори:
- Уде Нисен
- Йозеф Новак
- Джордже Захареску
- Херо Лупеску
- Оскар Фигероа
- Марк Ермлер
- Рихард Глазуп
- Жан Рънзеску
- Наталия Сац
- Манфред Щраубе
- Матиас Фогт
- Йозеф Новак
- Семьон Лапиров

хореографи:
- Джанкарло Вантаджио
- Витаутас Гривицкас
- Виктор Власе
- Антал Фодор
- Ален Бернар

## Репертоар
Репертоарът на Русенската опера има широк стилистичен и жанров диапазон. В него освен традиционните творби от световната оперна и балетна класика присъстват и голям брой съвременни български и чужди заглавия поставени за пръв път в България като:
- „Стифелио“ и „Макбет“ от Верди
- „Човешкият глас“ на Франсис Пуленк
- „Лето 893“ на Парашкев Хаджиев
- „Мария Десислава“ на Парашкев Хаджиев
- „Момичето от Запад“ на Пучини
- „Утрините тук са тихи“ на Молчанов
- „Повест за истинския човек“ от Сергей Прокофиев
- „Пепеляшка“ от Сергей Прокофиев
- „Антигона 43“ на Любомир Пипков
- „Пъстрата птица“ на Симеон Пиронков
- „О моя мечта“ на Симеон Пиронков
- „Котаракът с чизми“ на Корнел Трайлеску
- „Историята на Исус“ от Хайнрих Шюц
- „Мадарският конник“ от Димитър Сагаев
- „Нова Одисея“ от Виктор Брунс
- „Лешникотрошачката“ от Чайковски
- „Болеро“ от Морис Равел
- „Арлезианката“ от Жорж Бизе
- „Куклената фея“ по((Йозеф Байер))
- „Синият Дунав“ по Йохан Щраус (син)
- „Нека да бъде“ – рок балет (муз. колаж)
- „Човешкият глас“ – опера от Пуленк
- „Монтеки и Капулети“ – опера от Белини
- „Вилхелм Тел“ – опера от Росини
- „Едит Пиаф“ (муз. колаж)
- „Метаморфози“ по Йохан Себастиян Бах
- „Майка“ от Тихон Хренников
- „В бурята“ от Тихон Хренников
- „Момчето великан“ от Тихон Хренников
- „Тъжен понеделник“ от Джордж Гершуин
- „Цар Калоян“ на Панчо Владигеров (втора редакция)
- „Ян Бибиян“ от Найден Геров
- „Мазепа“ от Чайковски
- „Катерина Измайлова“ от Дмитрий Шостакович
- „Веселите уиндзорки“ от Ото Николай
- „Котаракът с чизми“ от Корнел Трайлеску
- „Монтеки и Капулети“ от Винченцо Белини
- „Слугинята господарка“ от Перголези

както и основни заглавия от големия класически репертоар: Доницети, Росини, Верди, Пучини, Белини, Моцарт, Доменико Чимароза, Перголези, Жул Масне, Бизе, Гуно, Делиб, Джордано, Ото Николай, Лорцинг, Вагнер, Карл Орф, Прокофиев, Шостакович и др.
Русенската опера притежава записи в „Балкантон“, Златния фонд на БНР и БНТ. Има множество участия в национални и международни фестивали.